# Alexander Dercho
Alexander Dercho (Remscheid, 21 januari 1987) is een Duits voormalig voetballer die doorgaans speelde als linksback. Tussen 2006 en 2019 speelde hij voor Borussia Mönchengladbach II, Kickers Emden, Eintracht Frankfurt, Eintracht Frankfurt II, VfL Osnabrück, Arminia Bielefeld en opnieuw VfL Osnabrück .

## Clubcarrière
Na zijn jeugdopleiding bij Borussia Mönchengladbach speelde Dercho zijn eerste seizoen bij de beloften van die club. Na een tijd bij Kickers Emden en bij (de beloften van) Eintracht Frankfurt huurde VfL Osnabrück de linksback voor de duur van één seizoen. Na dat seizoen nam de club hem ook direct definitief over. Na zijn tweede jaar in het paarse shirt speelde hij nog een seizoen in dienst van Arminia Bielefeld, alvorens hij met een tweejarige verbintenis weer terugkeerde in Osnabrück, waar hij direct een basisplaats ontving aan de linkerkant van de defensie. In april 2017 werd zijn verbintenis verlengd tot medio 2019. Aan het einde van het seizoen 2018/19 besloot hij met pensioen te gaan, nadat hij dat seizoen slechts acht wedstrijden had gespeeld.

## Trivia
Dercho werd geboren onder de naam Alexander Krük, maar nam na zijn huwelijk de achternaam van zijn vrouw aan.